# Rhynchospio foliosa
Rhynchospio foliosa är en ringmaskart som beskrevs av Imajima 1990. Rhynchospio foliosa ingår i släktet Rhynchospio och familjen Spionidae. Inga underarter finns listade i Catalogue of Life.